# Hudson Street (Manhattan)

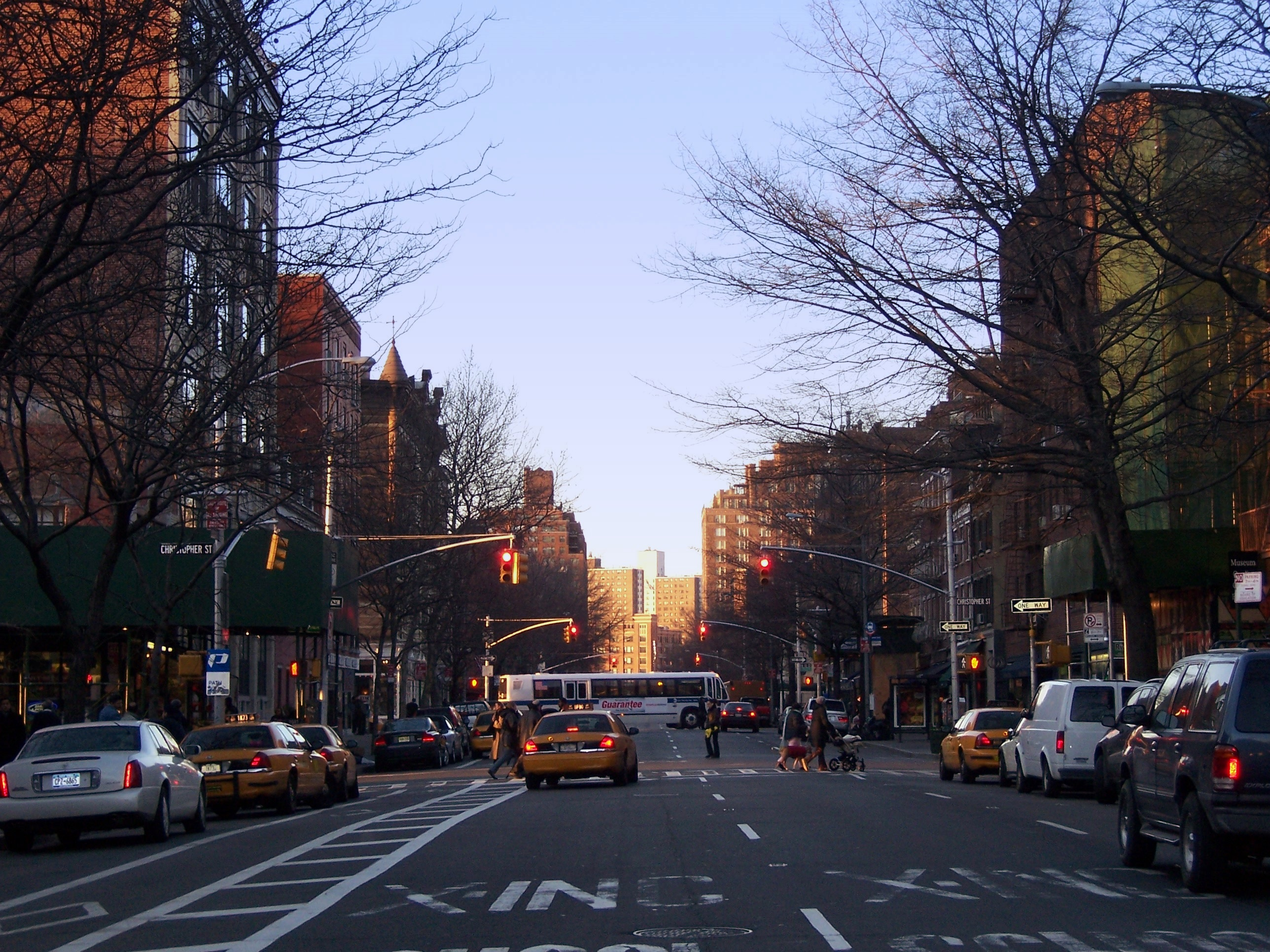
Die Hudson Street zwischen der Grove Street und der Christopher Street

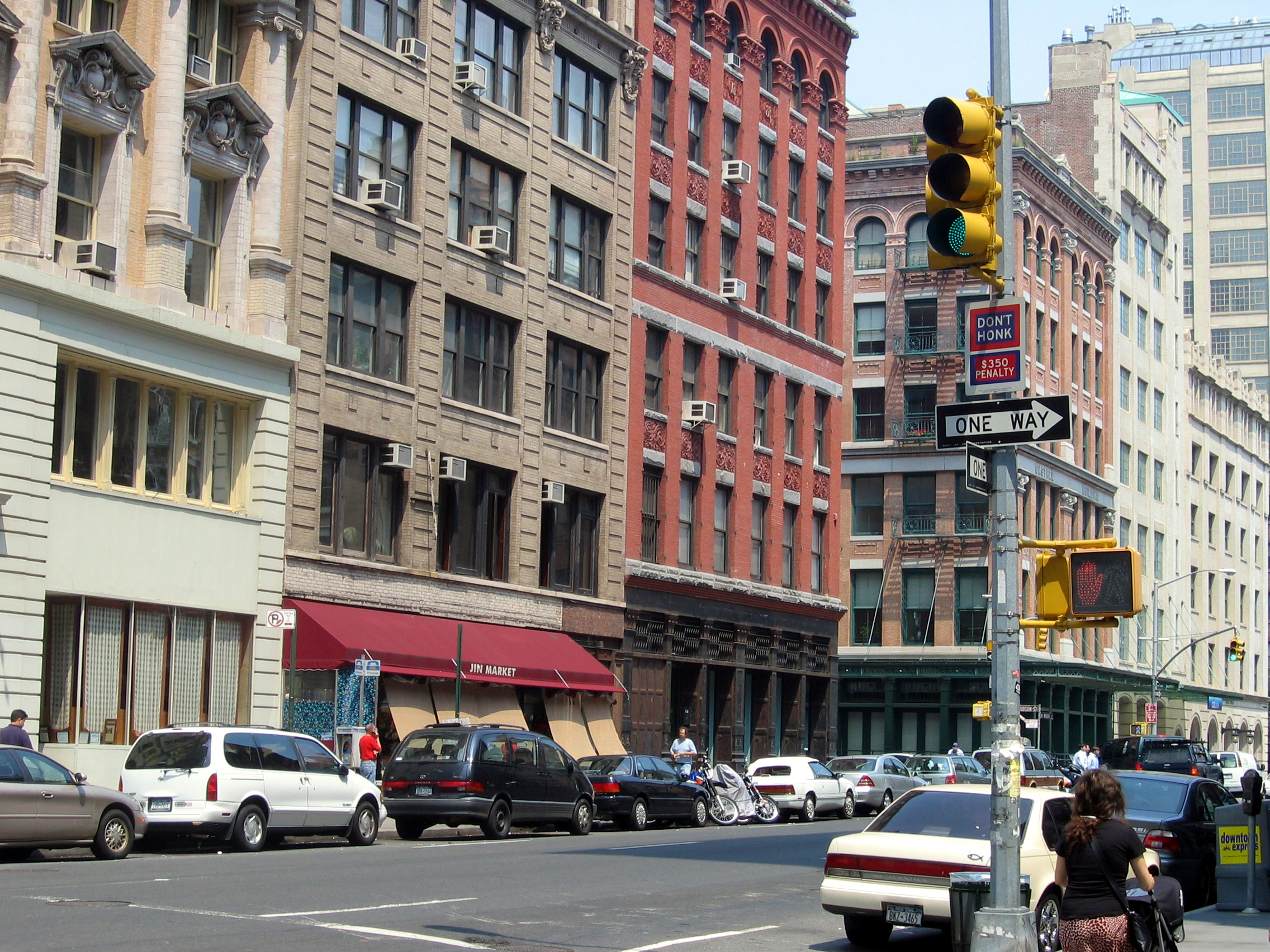
Hudson Street in TriBeCa

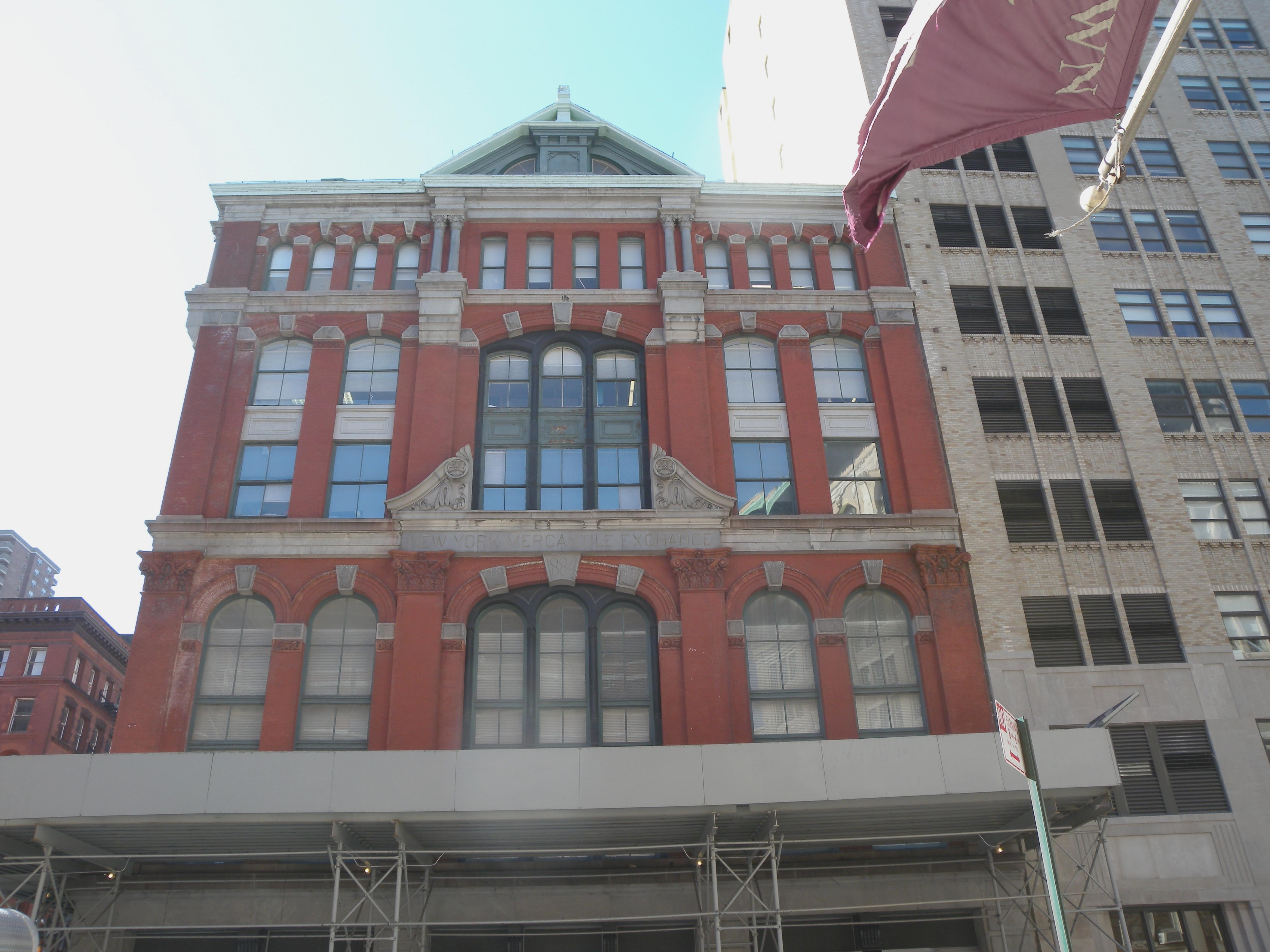
Früheres NYMEX Building

Die Hudson Street ist eine Straße im Süden von New York Citys Stadtbezirk Manhattan, USA.

## Lage und Verlauf
Die Straße verläuft in nord-südlicher Richtung von Tribeca bis Greenwich Village und durch den Hudson Square (St. John's Park). Die Hudson Street hat zwei unterschiedliche Einbahnstraßen-Abschnitte, die am Abingdon Square aufeinandertreffen wo sich die Eighth Avenue und die Bleecker Street kreuzen.
Die Hudson Street hat ihren Ausgangspunkt im Süden an der Kreuzung des West Broadway und der Chambers Street. Ab hier verläuft der Verkehr in nördlicher Richtung bis zum Abingdon Square. Am Abingdon Square wird diese Spur auf die Eighth Avenue umgeleitet. Zwischen dem Abingdon Square und dem nördlichen Endpunkt der Hudson Street an der 14th Street verläuft der Verkehr in südlicher Richtung, da die Hudson Street auf Höhe der 14th Street den nach Süden verlaufenden Verkehr der Ninth Avenue aufnimmt und bis zum Abingdon Square weiterführt. Dort zweigt der Verkehr Richtung Süden in die Bleecker Street ab. Direkt südlich der 14th Street ist die Hudson Street auch eine der Hauptstraßen des Meatpacking Districts. 

## Gebäude und Institutionen
Das einstige Gebäude der New York Mercantile Exchange befindet sich an der Ecke von Hudson Street und Harrison Street in TriBeCa. Andere herausragende Gebäude auf diesem Teil der Hudson Street umfassen die Church of St. Luke in the Fields und deren Garten, die White Horse Tavern (in der sich der Dichter Dylan Thomas betrank und zusammenbrach, bevor er an einer Alkoholvergiftung starb) und das Studio des Radiosenders Hot 97, wo sich mehrere Schießereien ereigneten – darunter das Feuergefecht zwischen dem Gefolge von 50 Cent und den Begleitern des Rappers The Game im Jahre 2005. Die Straße ist auch der Sitz von Penguin Books der Mediengruppe Pearson in den Vereinigten Staaten.

## Verkehr
Der M20 Bus (MTA New York City Transit Buses) verkehrt in nördlicher Richtung auf der Hudson Street zwischen der Harrison Street und dem Abingdon Square und fährt dann auf der Eighth Avenue weiter Richtung Norden.
Die U-Bahn-Haltestelle Christopher Street (PATH station) der PATH befindet sich an der Christopher Street unmittelbar westlich der Hudson Street.
Am St. John's Park (Hudson Square) in der Nähe der Canal Street ist die Hudson Street eine der wichtigsten Zubringer zum Holland Tunnel.
Im Dezember 2007 wurde eine Fahrradspur auf der Fahrbahn markiert, die eine Fahrradspur der Ninth Avenue mit einer Fahrradspur der Bleecker Street miteinander verbindet.

## Hudson Street in der Popkultur
A.E.S. Hudson Street war eine Comedy-Fernsehsendung auf ABC, die vom 16. März 1978 bis zum 20. April 1978 ausgestrahlt wurde. 
Die Teilnehmer von MTVs Reihe The Real World: Back to New York (2001) lebten in einer vierstöckigen Loftwohnung in der 632 Hudson Street.
Das nordirische Duo Agnelli & Nelson veröffentlichte im Jahre 2000 ein Album mit dem Titel Hudson Street.
Im Film Annie ist das Waisenhaus, von dem Annie kommt, das Hudson Street Home for Girls.

## Namhafte Bewohner
- Die Schriftstellerin und Aktivistin Jane Jacobs lebte im Haus 555 Hudson Street über einem Süßigkeiten-Laden.[3] Sie gewann ihre Auseinandersetzung mit Robert Moses gegen sein Bemühen den Lower Manhattan Expressway zu bauen, der 14 Blocks entlang der Hudson Street in Greenwich Village zerstört hätte. Ihr Buch The Death and Life of Great American Cities schrieb sie in ihrer Wohnung und beschrieb darin die täglichen Dinge, die sich vor ihrem Fenster abspielten.
- Der Schriftsteller John Cheever lebte in einer Pension in der Hudson Street in den 1930er Jahren.[4]